# Patricia Schäfer (Schauspielerin)

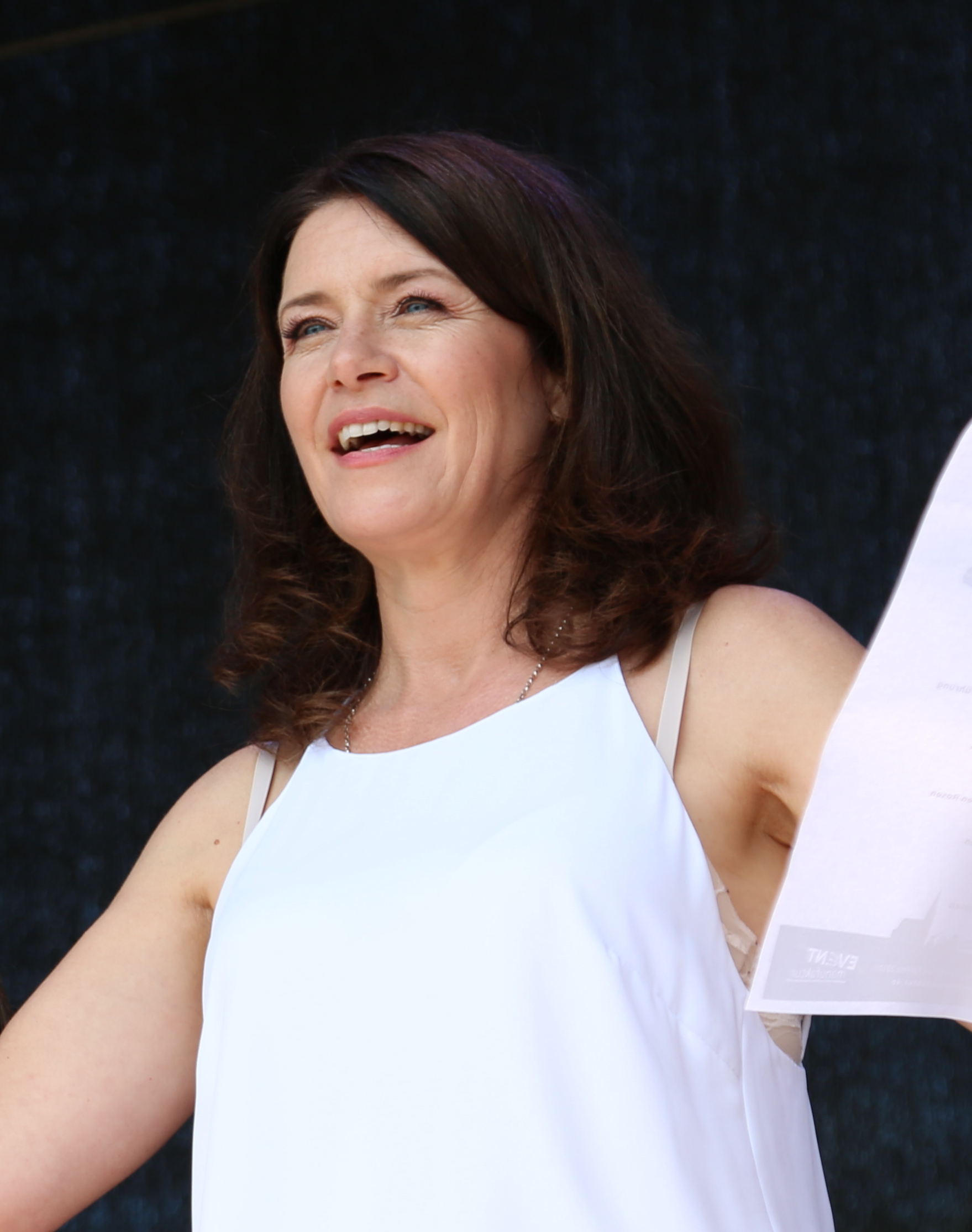
Patricia Schäfer, 2017

Patricia Schäfer (* 13. März 1967 in Bielefeld) ist eine deutsche Schauspielerin.

## Werdegang
Ihre Schauspielausbildung absolvierte Schäfer an der Otto-Falckenberg-Schule in München. Danach war sie vor allem auf der Bühne zu sehen, etwa 1990 bei den Ruhrfestspielen in Recklinghausen, am Nationaltheater Mannheim (1994) oder am Stücketheater in Berlin (1999). Zuvor erhielt sie ein Festengagement am Staatstheater Wiesbaden (1990–1993). Von 1995 bis 1996 ging sie mit der Wanderbühne Landgraf auf Tournee.
Daneben widmete sie sich regelmäßig diversen Fernsehprojekten und war im Zuge dessen in zahlreichen Produktionen zu sehen. Zum einen übernahm sie in bekannten Fernsehserien wie Parkhotel Stern, In aller Freundschaft, Die Rettungsflieger und Lasko verschiedene Episodenrollen, zum anderen wirkte sie verstärkt in Krimireihen mit, etwa in Polizeiruf 110, Ein Fall für zwei, Die Kommissarin, SOKO Leipzig und Der letzte Zeuge. Darüber hinaus drehte sie viele Spielfilme, z. B. Frühstück zu viert, Männer sind wie Schokolade und Nana. 2002 war sie außerdem in einem Film der insgesamt sechsteiligen Dachtitelreihe Lauter tolle Frauen zu sehen.
Hauptrollen verkörperte Schäfer bisher in den Serien Schwarz greift ein, wo sie fünf Jahre lang als Erika Voss auftrat, und Alphateam, in der sie der Ärztin Dr. Maria Jaspers ein Gesicht verlieh. Außerdem war sie vom 8. April 2011 bis 7. Oktober 2013 in der ARD-Vorabendserie Verbotene Liebe als Viktoria Wolf zu sehen.
Schäfer übernahm im April 2017 die weibliche Hauptrolle der Helen Fries in der 14. Staffel der ARD-Telenovela Rote Rosen neben Jörg Pintsch.
Patricia Schäfer ist Mutter von zwei Kindern und wohnt in Berlin.

## Filmografie

### Fernsehen
- 1992: Sie und Er
- 1993: Ein Fall für zwei – Ein Ticket zum Himmel
- 1994–1999: Schwarz greift ein
- 1994: Hessische Geschichten – Der Familientag
- 1995: Nana
- 1995: Hotel Mama
- 1996: Wolffs Revier – Flugangst
- 1996: Kurklinik Rosenau – Herzversagen
- 1997: 2 ½ Minuten
- 1997: Frühstück zu viert
- 1997: Polizeiruf 110 – Heißkalte Liebe
- 1997: Ein starkes Team – Mordlust
- 1999: Männer sind wie Schokolade
- 2000: Liebe und andere Lügen
- 2000: Parkhotel Stern – Quartett
- 2001: Die Kommissarin – Das Mädchen im Wald
- 2001: Im Namen des Gesetzes – Riskantes Spiel
- 2002–2005: Alphateam – Die Lebensretter im OP (90 Folgen)
- 2002: Die Rettungsflieger – Gefährliche Hochzeit
- 2004: Der letzte Zeuge – Die sich nach Liebe sehnen
- 2006: Trivial!
- 2006: Axel! will’s wissen – Das Turnier
- 2006, 2022: SOKO Leipzig – Voll Stoff, Blinde Flecken
- 2007: Albert – Mein unsichtbarer Freund
- 2007: In aller Freundschaft – Auf der Flucht
- 2008: R. I. S. – Die Sprache der Toten – Salto Mortale
- 2008: Hindernisse des Herzens
- 2009: Lasko – Die Faust Gottes – Milena
- 2010: Drei gegen einen
- 2011–2013: Verbotene Liebe
- 2015: Huck – Für eine Handvoll Euro
- 2017–2018: Rote Rosen (Staffel 14: Helen Fries)
- 2018: Die Ungeborenen (Kurzfilm)
- 2018: Lindenstraße – Der Mann im Aufzug (Folge 1696)

### Sonstiges
- 2008: Auftritt im Bewerbungsfilm Dazwischen von Jann-Ole Oberländer
- 2010: Auftritt im Werbefilm Social Spot – Mühlenkampf: Zeit was zu ändern von Christoph Kirchner

## Theater
- 2006–2007: Frohe Feste (als Marion)
  - 2006: Komödie in der Steinstraße in Düsseldorf
  - 2007: Theatergastspiele Kempf
- 2008: Störtebeker-Festspiele in Ralswiek – Der Seewolf (als Ingeborg von Mecklenburg)
- 2008–2009: Stadttheater in Koblenz
  - 2008: Endstation Sehnsucht (als Stella)
  - 2009: Merlin oder Das wüste Land (als Ginevra)
  - 2009: Der Floh im Ohr (als Raymonde)
- 2014: Störtebeker-Festspiele in Ralswiek – Gottes Freund (als Ingeborg von Mecklenburg)
- 2016: Störtebeker-Festspiele in Ralswiek - Auf Leben und Tod (als Herzogin Sophia von Pommern Wolgast)
- 2018–2019: Tod eines Handlungsreisenden (Linda, Willys Frau)
- 2022–2023: Theater und Orchester Heidelberg Konferenz der Tiere (als Zahnärztin / Flamingo / Anglerfisch / Grenzbeamtin / Nachrichtensprecherin / Reporterin / Motte)
- 2023: Theater und Orchester Heidelberg Kleider machen Leute

## Hörspiele
- 1996: Klaus Pohl: Wartesaal Deutschland Stimmen Reich (Frankfurterin) – Regie: Dieter Mann/Norbert Schaeffer (Hörspiel – SWF)